# Madre Armenia
El monumento Madre Armenia (en armenio: Մայր Հայաստան ) es una personificación femenina de Armenia. Su representación visual más pública es una estatua monumental en el Parque de la Victoria  con vistas a la ciudad capital de Ereván, Armenia. La estatua actual sustituyó a una estatua monumental de José Stalin que fue creada como un monumento a la victoria soviética en la Segunda Guerra Mundial. Durante el gobierno de la Unión Soviética bajo Stalin, Grigor Harutyunyan, el primer secretario del Comité Central del Partido Comunista de Armenia y los miembros del gobierno supervisaron la construcción del monumento, que se completó y dio a conocer a la población el 29 de noviembre de 1950. La estatua fue considerada una obra maestra del escultor Sergey Merkurov.
En la primavera de 1962, se retiró la estatua de Stalin, con un resultado de un soldado muerto y muchos heridos durante el proceso, y fue sustituida por la estatua de la Madre Armenia, diseñada por Ara Harutyunyan. 
"Madre Armenia" tiene una altura de 22 metros, con una altura total del monumento de 51 metros, incluyendo el pedestal. La estatua está construida de cobre martillado mientras que el pedestal y museo es de basalto. 